# منتخب البرازيل تحت 17 سنة لكرة السلة
منتخب البرازيل تحت 17 سنة لكرة السلة هو ممثل البرازيل الرسمي في المنافسات الدولية في كرة السلة تحت 17 سنة.